# Sydney Greenstreet

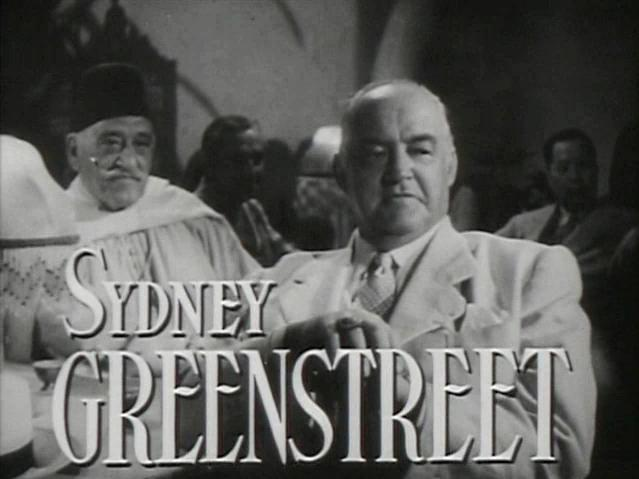
Sydney Greenstreet i Casablanca.

Sydney Hughes Greenstreet, född 27 december 1879 i Sandwich, Kent, död 18 januari 1954 i Hollywood, Los Angeles, Kalifornien, var en brittisk skådespelare.
Han var ett av åtta barn till en läderförsäljare. Som artonåring åkte han till Ceylon för att skapa sig en förmögenhet som teplantageägare, men företaget gick i konkurs på grund av torka. Han återvände då till England, där han bland annat förestod ett bryggeri och på fritiden studerade vid en skådespelarskola.
Han scendebuterade 1902 i rollen som mördare i en uppsättning av Sherlock Holmes. Två år senare for han på turné till USA, där han gjorde debut på Broadway. Han turnerade sedan runt i USA med olika teatersällskap, där han medverkade i allt från Shakespeare till musikalkomedier, utan att nå någon större framgång.
År 1941, vid 61 års ålder, gjorde han sin filmdebut i rollen som den skoningslöse Gutman i Riddarfalken från Malta. Den storvuxne Greenstreet (han vägde nästan 140 kilo) blev sedan en efterfrågad skådespelare och under ett decennium spelade han ofta roller som mystiska, lömska och ondskefulla män, innan han drog sig tillbaka från filmen 1950, och avled fyra år senare, av diabetes och Brights sjukdom (glomerulonefrit).

## Filmografi i urval
- 1941 – Riddarfalken från Malta
- 1941 – De dog med stövlarna på
- 1942 – Över Stilla havet
- 1942 – Casablanca
- 1943 – Komplott i Ankara
- 1944 – Konspiratörer
- 1944 – På väg mot Marseille
- 1944 – Till främmande hamn
- 1944 – Storsvindlaren Dimitrios
- 1945 – Konflikt
- 1945 – Under falsk flagg
- 1945 – Hur tokigt som helst
- 1946 – Hängivelse
- 1946 – Svarta handsken
- 1946 – 3 främlingar
- 1947 – Tvålfagra löften
- 1948 – Brott på Broadway
- 1948 – Rovriddaren
- 1949 – Flamingovägen
- 1949 – Hemligt uppdrag i Malaya